# Inno Setup
Inno Setup é um criador de instalador dirigido a scripts, criado por Jordan Russell, em 1997. É programa de código aberto e é implementado em Delphi.
Inno Setup ganhou muitos prêmios incluindo o "Shareware Industry Awards" três vezes seguidas — de 2002 a 2004.